# 66 Aurigae
66 Aurigae, som är stjärnans Flamsteed-beteckning, är en ensam stjärna i den västra delen av stjärnbilden Kusken. Den har en  skenbar magnitud på ca 5,23 och är svagt synlig för blotta ögat där ljusföroreningar ej förekommer. Baserat på parallax enligt Gaia Data Release 2 på ca 3,7 mas, beräknas den befinna sig på ett avstånd på ca 880 ljusår (ca 270 parsek) från solen. Den rör sig bort från solen med en heliocentrisk radialhastighet av ca 23 km/s.

## Egenskaper
66 Aurigae är en orange till gul jättestjärna av spektralklass K0.5 IIIa, som har förbrukat förrådet av väte i dess kärna och med 98 procent sannolikhet befinner sig på den horisontella jättegrenen. Den har en massa som är ca 5 solmassor, en radie som är ca 48 solradier och utsänder ca 834 gånger mera energi än solen från dess fotosfär vid en effektiv temperatur på ca 4 500 K. Keenan och Yorka (1987) identifierade den som en stark CN-stjärna, som visar överstarka blå CN-band i spektrumet.